# Łabuń Mały
Łabuń Mały – wieś w Polsce położona w województwie zachodniopomorskim, w powiecie łobeskim, w gminie Resko.
W latach 1975–1998 miejscowość administracyjnie należała do województwa szczecińskiego.
We wsi był przystanek kolei wąskotorowej Łabuń Mały.
Zobacz też: Łabuń Wielki, Łabuńki Drugie, Łabuńki Pierwsze